# Владимир (Бирюков)
Епи́скоп Влади́мир (в миру Васи́лий Валенти́нович Бирюко́в; 12 февраля 1966, Колпашево, Томская область, РСФСР, СССР) — священнослужитель Русской православной церкви, епископ Каинский и Барабинский.
Тезоименитство — 15 (28) июля (память равноапостольного великого князя Владимира).

## Биография
Родился 12 февраля 1966 года в городе Колпашево, в Томской области. Крещён в младенчестве в храме Воскресения Господня села Тогур Колпашевского района в Томской области. Его отец, Валентин Бирюков, был репрессирован, прошёл всю Великую Отечественную войну, после войны сначала был пономарём в местном храме, потом дьяконом, потом стал священником, в конце жизни принял монашество, был старейшим священником Новосибирской и Бердской епархии, скончался на 96-году жизни. Мама работала ветеринаром. Старший брат Василия Бирюкова поступил учиться в Московскую духовную семинарию, а средний брат стал монахом в Троице-Сергиевой Лавре.
В городе Димитровграде Ульяновской области окончил школу, и в 1981—1985 годах обучался в Димитровградском машиностроительном техникуме по специальности «технолог по обработке металлов резанием», который окончил с отличием. В 1985—1987 годах проходил срочную службу в рядах Вооружённых сил СССР.
В 1987—1989 годах очно обучался в Ленинградской духовной семинарии, а затем после рукоположения в сан священника, в 1989—1994 годах проходил заочное обучение в Московской духовной семинарии. И в 2018—2021 годах учился в Минской духовной академии, окончив магистратуру и получив квалификацию «Магистр богословия».
19 августа 1989 года в Вознесенском кафедральном соборе города Новосибирска митрополитом Новосибирским и Барнаульским Гедеоном (Докукиным) рукоположен в сан диакона, а 20 августа 1989 года в том же храме тем же архиереем — в сан пресвитера.
В 1989—2014 годах был настоятелем храма Сретения Господня города Бердска Новосибирской области, и одновременно с 1998 года также был настоятелем строящегося Преображенского кафедрального собора города Бердска.
В 1998 году возведён в сан протоиерея.
В 2010—2014 годах также по совместительству был настоятелем православной общины великомученика Георгия Победоносца города Бердска. При отце Василии построены все Бердские православные храмы. С начала 1990-х годов он был неизменным наставником сотен прихожан города Бердска. По его инициативе в Бердске построена православная гимназия.
В 2006—2017 годах был благочинным Центрального областного епархиального округа (с 2012 года — Новосибирский сельский епархиальный округ).
В 2012—2017 годах был членом епархиального совета Новосибирской епархии.
В апреле 2016 года был награждён правом ношения митры.
В 2014—2017 годах был помощником настоятеля Преображенского кафедрального собора города Бердска.
В 2017—2018 годах был штатным священником храма Сретения Господня города Бердска.
С 2017 года по совместительству является настоятелем новообразованного прихода Успения Пресвятой Богородицы города Бердска.
После смерти супруги отца Василия, и после того как трое его дочерей стали взрослыми, с 2018 года он стал насельником мужского монастыря Архистратига Божия Михаила села Козиха Новосибирской области.
И 11 февраля 2018 года митрополитом Новосибирским и Бердским Тихоном (Емельяновым) был пострижен сначала в иночество, а 9 марта 2018 года — в монашество с именем Владимир в честь равноапостольного великого князя Владимира.
В апреле — июне 2018 года был начальником епархиального отдела по взаимоотношениям Церкви с обществом и СМИ, и штатным священником Вознесенского кафедрального собора города Новосибирска.
В 2018—2019 годах был настоятелем Троице-Владимирского собора города Новосибирска.
С 2019 года является благочинным I Сельского благочиния, ключарь Преображенского кафедрального собора города Бердска, и член епархиального совета Новосибирской епархии.

### Архиерейство
27 декабря 2023 года решением Священного Синода РПЦ избран епископом Каинским и Барабинским.
31 декабря 2023 года в Вознесенском кафедральном соборе города Новосибирска митрополитом Новосибирским и Бердским Никодимом (Чибисовым) возведён в сан архимандрита.
14 февраля 2024 года в Тронном зале кафедрального соборного Храма Христа Спасителя в Москве наречён во епископа Каинского и Барабинского.
15 февраля 2024 года в кафедральном соборном Храме Христа Спасителя в Москве хиротонисан во епископа Каинского и Барабинского. Хиротонию совершили: патриарх Кирилл, митрополит Воскресенский Григорий (Петров), митрополит Новосибирский и Бердский Никодим (Чибисов), епископ Карасукский и Ордынский Филипп (Новиков), епископ Нижнетагильский и Невьянский Феодосий (Чащин), епископ Истринский Серафим (Амельченков), епископ Аргентинский и Южноамериканский Леонид (Солдатов).

## Награды
Церковные:
- Орден преподобного Сергия Радонежского III степени (2006 год)[3].

Светские:
- Медаль «Сибирский казачий крест III степени» (2015 год)[10].
- Звание «Почётный гражданин города Бердска» (июнь 2018 года)[11][12].